# کیت زیگلر
کیت زیگلر (به انگلیسی: Kate Ziegler) (زادهٔ ۲۷ ژوئن ۱۹۸۸) شناگر اهل ایالات متحده آمریکا است.